# ネヴァーベンド
ネヴァーベンド（Never Bend、1960年 - 1977年）はアメリカ合衆国で生産された競走馬、種牡馬である。大種牡馬ナスルーラのラストクロップであり、母はケンタッキーオークス優勝馬ラランという良血馬。競走馬としても優れた成績を残したが、それよりも種牡馬としての功績でよく知られている。

## 戦績
2歳時には10戦7勝、フューチュリティステークスやシャンペンステークスに勝ち最優秀2歳牡馬に選出された。3歳になってからは3連勝で臨んだケンタッキーダービー2着、プリークネスステークス3着と大きいところは勝てず、11月に23戦13勝の成績を残して引退した。

## 種牡馬
種牡馬としても幾多の活躍馬を輩出し、1971年にはイギリス・アイルランドのリーディングサイアーに輝いた。その中でもミルリーフは傑出しており、エプソムダービー、キングジョージ6世&クイーンエリザベスステークス、凱旋門賞のヨーロッパ3大競走を全て制覇。種牡馬としても大成功を収めネヴァーベンドの血を広めることに大きく貢献した。日本ではブレイヴェストローマンやミルリーフ産駒のミルジョージ、マグニテュードなどが種牡馬として活躍し、ネヴァーベンドの血を広めている。ネヴァーベンドの血を引く馬をネヴァーベンド系と表現する事もある。

### 代表産駒
- ミルリーフ（エプソムダービー、キングジョージ6世&クイーンエリザベスステークス、凱旋門賞、エクリプスステークス、ガネー賞、コロネーションカップ）
- リヴァーマン（プール・デッセ・デ・プーラン（フランス2000ギニー）、イスパーン賞）
- ジェイオートービン（英語版）（スワップスステークス、カリフォルニアンステークス）
- ブレイヴェストローマン（種牡馬）
- コートリーディー（繁殖牝馬）

## 血統表
| Never Bendの血統       | Never Bendの血統              | Never Bendの血統 | （血統表の出典） | （血統表の出典） |
| 父系                   | ナスルーラ系                  | ナスルーラ系     | ナスルーラ系     | [ § 2 ]          |
| 父 Nasrullah 1940 鹿毛 | 父の父Nearco 1935 黒鹿毛      | Pharos           | Phalaris         | Phalaris         |
| 父 Nasrullah 1940 鹿毛 | 父の父Nearco 1935 黒鹿毛      | Pharos           | Scapa Flow       |                  |
| 父 Nasrullah 1940 鹿毛 | 父の父Nearco 1935 黒鹿毛      | Nogara           | Harvesac         | Harvesac         |
| 父 Nasrullah 1940 鹿毛 | 父の父Nearco 1935 黒鹿毛      | Nogara           | Catnip           |                  |
| 父 Nasrullah 1940 鹿毛 | 父の母Mumtaz Begum 1932 鹿毛  | Blenheim         | Blandford        | Blandford        |
| 父 Nasrullah 1940 鹿毛 | 父の母Mumtaz Begum 1932 鹿毛  | Blenheim         | Malva            |                  |
| 父 Nasrullah 1940 鹿毛 | 父の母Mumtaz Begum 1932 鹿毛  | Mumtaz Mahal     | The Tetrarch     | The Tetrarch     |
| 父 Nasrullah 1940 鹿毛 | 父の母Mumtaz Begum 1932 鹿毛  | Mumtaz Mahal     | Lady Josephine   |                  |
| 母 Lalun 1952 鹿毛     | 母の父Djeddah 1945 栗毛       | Djebel           | Tourbillon       | Tourbillon       |
| 母 Lalun 1952 鹿毛     | 母の父Djeddah 1945 栗毛       | Djebel           | Loika            |                  |
| 母 Lalun 1952 鹿毛     | 母の父Djeddah 1945 栗毛       | Djezima          | Asterus          | Asterus          |
| 母 Lalun 1952 鹿毛     | 母の父Djeddah 1945 栗毛       | Djezima          | Heldifann        |                  |
| 母 Lalun 1952 鹿毛     | 母の母Be Faithful 1942 黒鹿毛 | Bimelech         | Black Toney      | Black Toney      |
| 母 Lalun 1952 鹿毛     | 母の母Be Faithful 1942 黒鹿毛 | Bimelech         | La Troienne      |                  |
| 母 Lalun 1952 鹿毛     | 母の母Be Faithful 1942 黒鹿毛 | Boodroot         | Blue Larkspur    | Blue Larkspur    |
| 母 Lalun 1952 鹿毛     | 母の母Be Faithful 1942 黒鹿毛 | Boodroot         | Knockaney Bridge |                  |
| 母系(F-No.)            | 19号族(FN:19-b)               | 19号族(FN:19-b)  | 19号族(FN:19-b)  | [ § 3 ]          |
| 5代内の近親交配        | Teddy M5×M5                   | Teddy M5×M5      | Teddy M5×M5      | [ § 4 ]          |
| 出典                   | 1. 2. 3. 4.                   | 1. 2. 3. 4.      | 1. 2. 3. 4.      | 1. 2. 3. 4.      |

半弟にサドラーズウェルズの母父であるボールドリーズンがいる。